# Vojno letalstvo Vojske stražarjev islamske revolucije
Vojno letalstvo Vojske stražarjev islamske revolucije je letalski del Vojske stražarjev islamske revolucije; kot taka je paralelno regularnemu iranskemu vojnemu letalstvu.
Prav tako nadzira vse iranske strateške raketne sile.